# Toza
Toza è un comune (corregimiento) della Repubblica di Panama situato nel distretto di Natá, provincia di Coclé. Si estende su una superficie di 85,8 km² e conta una popolazione di 2.071 abitanti (censimento 2010).